# Bram Van Outryve
Bram Van Outryve (Gent, 1985) is een Vlaamse acteur. Tevens is hij stemacteur voor reclamespots en animatiefilms.

## Carrière
Van Outryve studeerde aan het Koninklijk Conservatorium in Gent maar slaagde niet in zijn eerste jaar. Hij vertolkte de rol van Rik in de film De laatste zomer uit 2007 van Joost Wynant. Van september 2009 tot juni 2010 vertolkte Van Outryve de rol van Tim Klaerhout in de telenovelle David. Hij speelde ook enkele gastrollen in programma's als Flikken (Juri Goffin in 1999 en Julian in 2004), Spoed, Vermist II, Dag & Nacht: Hotel Eburon (Kasper) en Aspe (Joris Gijs).
In 2009 (seizoen 18 en 19) was Van Outryve te zien als hangjongere Kenny in Familie. Van 2011 tot en met 2012 (seizoen 20, 21 en 22) en in 2014 (seizoen 23) speelde hij opnieuw in de soap, ditmaal in de rol van modeontwerper Axel De Meester. Nadien was hij te zien in Deadline 14/10.
In 2013 maakte hij zijn musicaldebuut in Muerto! als Raoul, een lokale FARC-leider.
Verder is Van Outryve ook muzikaal actief. Tot 2006 was hij de leadzanger van NiNA, daarna werd hij leadzanger bij de band Fosco, waarmee hij tweede werd in Zo is er maar één.
In 2022 deed hij mee aan The Voice, waarbij hij aangaf jarenlang een cocaïneverslaving te hebben gehad.
- Gemeinsame Normdatei: 1069803669
- International Standard Name Identifier: 0000 0003 9432 2942
- MusicBrainz: 0a41353d-2684-4610-b81e-f0c98d9f661d
- Nederlandse Thesaurus van Auteursnamen: 314371052
- Virtual International Authority File: 288766878
- WorldCat: E39PBJht3jCDgj9tyMdb76xCcP